# Породоруйнуючий інструмент
Породоруйнюючий інструмент (буріння) — інструменти призначені для концентрованої передачі енергії гірській породі з метою її руйнування і створення свердловини циліндричної форми.

## Загальний опис
Руйнування гірської породи при обертальному бурінні відбувається в результаті дії сил: вертикального (осьового) навантаження на долото від ваги бурильної колони та горизонтальної сили від крутного моменту при обертанні бурильної колони або валу вибійного двигуна.
Характер руйнування гірських порід залежить від їх твердості та пластичності. М'які пластичні породи (наприклад, глини) ефективно руйнуються різанням. Ефективність їх руйнування збільшується із збільшенням гострості робочих (ріжучих) елементів долота.
Для порід середньої твердості (глинисті сланці, аргиліти та інші) застосовують долота, які забезпечують поєднання дроблення породи із сколюванням. У таких доліт робочий елемент проникає в породу внаслідок його удару об вибій, а сколювання породи відбувається за рахунок ковзання робочого елемента долота відносно площини вибою в результаті обертання долота.
Долота сколюючої дії повинні мати достатню довжину та загострення робочих елементів, що забезпечує їх проникнення в розбурювану гірську породу на велику глибину.
Тверді абразивні породи найефективніше руйнуються дробленням в результаті ударів робочих елементів об породу. Тому робочі елементи долота повинні бути достатньо міцними.
Тверді і міцні малоабразивні породи добре руйнуються мікрорізанням. Робочі елементи доліт, які забезпечують руйнування порід мікрорізанням, повинні мати дуже високу твердість, а їх кількість повинна бути такою, щоб забезпечити руйнування породи на всій поверхні вибою.